# Dave Hickson
David "Dave" Hickson (30 de octubre de 1929 - 8 de julio de 2013) fue un futbolista que jugó en el Everton, Aston Villa, Huddersfield Town, Liverpool y Tranmere Rovers.

## Carrera
Hickson comenzó su carrera con el equipo de aficionados Ellesmere Port Town antes de fichar por el Everton en 1948, aunque no fue capaz de jugar durante tres años, teniendo que completar el Servicio Nacional. En el Ejército jugó en el equipo de Cheshire Army Cadets, dirigido por el exdelantero centro del Everton, Dixie Dean. Hizo su debut en las ligas para el Everton en septiembre de 1951, rival de Leeds United.
Se le describe como el único hombre en jugar con los tres clubes de la Liga de Fútbol de Merseyside.

## Fallecimiento
El 8 de julio de 2013, Hickson murió después de una breve enfermedad, a la edad de 83 años.

## Clubes
| Club                 | País       | Año         | Partidos | Goles |
| -------------------- | ---------- | ----------- | -------- | ----- |
| Everton FC           | Inglaterra | 1948 - 1955 | 139      | 63    |
| Aston Villa FC       | Inglaterra | 1955        | 12       | 1     |
| Huddersfield Town FC | Inglaterra | 1955 - 1957 | 54       | 28    |
| Everton FC           | Inglaterra | 1957 - 1959 | 86       | 32    |
| Liverpool FC         | Inglaterra | 1959 - 1961 | 60       | 37    |
| Cambridge City FC    | Inglaterra | 1961        | ¿?       | ¿?    |
| Bury FC              | Inglaterra | 1961 - 1962 | 8        | 0     |
| Tranmere Rovers FC   | Inglaterra | 1962 - 1964 | 45       | 21    |